# Charlotte Gray
Charlotte Gray è un film del 2001 diretto da Gillian Armstrong. La sceneggiatura è stata adattata dall'omonimo romanzo di Sebastian Faulks, Charlotte Gray. Il film vede la partecipazione nel cast di Cate Blanchett, James Fleet, Abigail Cruttenden, Rupert Penry-Jones, Michael Gambon e Billy Crudup.

## Trama
Il film è ambientato nella Francia di Vichy durante la seconda guerra mondiale, mentre la storia racconta le imprese delle donne britanniche dello Special Operations Executive (SOE) che si prestarono al servizio della Resistenza francese all'interno della Francia occupata dalla Germania nazista. Il personaggio di Charlotte Gray impersona le caratteristiche di varie agenti realmente esistite del SOE come Pearl Cornioley, Nancy Wake, Odette Sansom e Violette Szabo.

## Accoglienza

### Incassi
Charlotte Gray ha incassato 4 188 497 $ al box office in Australia, 1 886 566 $ nel Regno Unito e in Irlanda, e solo 741 394 $ negli Stati Uniti.